# Llista de topònims de Maials
Llista de topònims (noms propis de lloc) del municipi de Maials, al Segrià
Informació actualitzada per un bot. Els canvis manuals es perdran quan s'actualitzi!

## cabana
| imatge | Nom                            | Ubicat a | instància de | Detalls | coordenades                                                          | Protecció | Commons (més fotos) | Dades a WD                    |
| ------ | ------------------------------ | -------- | ------------ | ------- | -------------------------------------------------------------------- | --------- | ------------------- | ----------------------------- |
|        | barraca de la Plana del Canyís | Maials   | cabana       |         | 41° 20′ 07″ N, 0° 30′ 48″ E / 41.335321532473°N,0.513434318716915°E  |           |                     | Modifica les dades a Wikidata |
|        | cabana d'Antònio Font          | Maials   | cabana       |         | 41° 22′ 55″ N, 0° 30′ 19″ E / 41.3818892542915°N,0.505286409586295°E |           |                     | Modifica les dades a Wikidata |
|        | cabana de Cal Segura           | Maials   | cabana       |         | 41° 23′ 11″ N, 0° 30′ 47″ E / 41.3863176759593°N,0.513057854764562°E |           |                     | Modifica les dades a Wikidata |
|        | cabana de Casa Segura          | Maials   | cabana       |         | 41° 21′ 21″ N, 0° 28′ 25″ E / 41.3559182221532°N,0.47369380436895°E  |           |                     | Modifica les dades a Wikidata |
|        | cabana de Cileta Font          | Maials   | cabana       |         | 41° 23′ 06″ N, 0° 28′ 37″ E / 41.3849662730987°N,0.477065581379983°E |           |                     | Modifica les dades a Wikidata |
|        | cabana de Cunillera            | Maials   | cabana       |         | 41° 22′ 02″ N, 0° 29′ 13″ E / 41.3671986468501°N,0.487041937657146°E |           |                     | Modifica les dades a Wikidata |
|        | cabana de Gori                 | Maials   | cabana       |         | 41° 17′ 49″ N, 0° 31′ 11″ E / 41.296934495885°N,0.519658802828181°E  |           |                     | Modifica les dades a Wikidata |
|        | cabana de Josep Teixidor       | Maials   | cabana       |         | 41° 22′ 59″ N, 0° 28′ 52″ E / 41.382984269773°N,0.481148306025163°E  |           |                     | Modifica les dades a Wikidata |
|        | cabana de Miquel de Tano       | Maials   | cabana       |         | 41° 20′ 41″ N, 0° 28′ 14″ E / 41.3447739779017°N,0.470682861540598°E |           |                     | Modifica les dades a Wikidata |
|        | cabana de Piter                | Maials   | cabana       |         | 41° 21′ 40″ N, 0° 30′ 02″ E / 41.3611360745967°N,0.500628403821002°E |           |                     | Modifica les dades a Wikidata |
|        | cabana de Ramon Teixidor       | Maials   | cabana       |         | 41° 21′ 21″ N, 0° 28′ 33″ E / 41.3557862310836°N,0.475886385930398°E |           |                     | Modifica les dades a Wikidata |
|        | cabana de Ramon d'Esidret      | Maials   | cabana       |         | 41° 22′ 22″ N, 0° 28′ 41″ E / 41.3727593956367°N,0.478159321820012°E |           |                     | Modifica les dades a Wikidata |
|        | cabana de Ramona Prats         | Maials   | cabana       |         | 41° 21′ 28″ N, 0° 28′ 39″ E / 41.3578322959349°N,0.477600355780053°E |           |                     | Modifica les dades a Wikidata |
|        | cabana de Ramonet del Roig     | Maials   | cabana       |         | 41° 23′ 14″ N, 0° 30′ 35″ E / 41.3873362350126°N,0.509766103237938°E |           |                     | Modifica les dades a Wikidata |
|        | cabana de Sebastià Triquell    | Maials   | cabana       |         | 41° 21′ 44″ N, 0° 28′ 22″ E / 41.3622117558797°N,0.472780806581658°E |           |                     | Modifica les dades a Wikidata |
|        | cabana de Segismundo           | Maials   | cabana       |         | 41° 23′ 13″ N, 0° 29′ 28″ E / 41.3868696393718°N,0.491199402539001°E |           |                     | Modifica les dades a Wikidata |
|        | cabana de Xurriguera           | Maials   | cabana       |         | 41° 22′ 14″ N, 0° 29′ 44″ E / 41.370471623805°N,0.495464543406403°E  |           |                     | Modifica les dades a Wikidata |
|        | cabana de l'Esclau             | Maials   | cabana       |         | 41° 21′ 59″ N, 0° 29′ 16″ E / 41.3663136237725°N,0.487757467049126°E |           |                     | Modifica les dades a Wikidata |
|        | cabana de la Cinta             | Maials   | cabana       |         | 41° 22′ 15″ N, 0° 28′ 08″ E / 41.3708073337085°N,0.468837208396882°E |           |                     | Modifica les dades a Wikidata |
|        | cabana del Calé                | Maials   | cabana       |         | 41° 21′ 31″ N, 0° 29′ 40″ E / 41.35863139161°N,0.49434998118497°E    |           |                     | Modifica les dades a Wikidata |
|        | cabana del Gabrielet           | Maials   | cabana       |         | 41° 22′ 47″ N, 0° 30′ 00″ E / 41.3796680129631°N,0.500050114804475°E |           |                     | Modifica les dades a Wikidata |
|        | cabana del Llop                | Maials   | cabana       |         | 41° 23′ 09″ N, 0° 31′ 00″ E / 41.3858027466341°N,0.516736932027459°E |           |                     | Modifica les dades a Wikidata |
|        | cabana del Mironet             | Maials   | cabana       |         | 41° 23′ 29″ N, 0° 30′ 54″ E / 41.3915127108319°N,0.515060394910692°E |           |                     | Modifica les dades a Wikidata |
|        | cabana del Pagès               | Maials   | cabana       |         | 41° 19′ 42″ N, 0° 28′ 21″ E / 41.3282581042932°N,0.472421367382163°E |           |                     | Modifica les dades a Wikidata |
|        | cabana del Perera              | Maials   | cabana       |         | 41° 22′ 59″ N, 0° 30′ 59″ E / 41.383109°N,0.51637°E                  |           |                     | Modifica les dades a Wikidata |
|        | cabana del Ramon de Mar        | Maials   | cabana       |         | 41° 21′ 51″ N, 0° 29′ 41″ E / 41.3642229554785°N,0.494723999794596°E |           |                     | Modifica les dades a Wikidata |
|        | corral d'Escaleta              | Maials   | cabana       |         | 41° 20′ 26″ N, 0° 31′ 57″ E / 41.3405041121776°N,0.532429851165363°E |           |                     | Modifica les dades a Wikidata |
|        | corral de Fanguet              | Maials   | cabana       |         | 41° 20′ 53″ N, 0° 29′ 01″ E / 41.3481916418561°N,0.483602122751677°E |           |                     | Modifica les dades a Wikidata |
|        | corral de Marquet              | Maials   | cabana       |         | 41° 22′ 13″ N, 0° 29′ 46″ E / 41.3702318766045°N,0.496035680184985°E |           |                     | Modifica les dades a Wikidata |
|        | corral de Ramon d'Escaleta     | Maials   | cabana       |         | 41° 20′ 58″ N, 0° 29′ 04″ E / 41.3494152704509°N,0.484367730351697°E |           |                     | Modifica les dades a Wikidata |
|        | corral de Sila                 | Maials   | cabana       |         | 41° 21′ 56″ N, 0° 31′ 26″ E / 41.3654697037728°N,0.524014283275046°E |           |                     | Modifica les dades a Wikidata |
|        | corral del Cavaller            | Maials   | cabana       |         | 41° 21′ 08″ N, 0° 30′ 47″ E / 41.3523436640454°N,0.513001434968328°E |           |                     | Modifica les dades a Wikidata |
|        | corral del Cila                | Maials   | cabana       |         | 41° 20′ 50″ N, 0° 30′ 22″ E / 41.3472865543853°N,0.506142382372538°E |           |                     | Modifica les dades a Wikidata |
|        | corral del Marxant             | Maials   | cabana       |         | 41° 20′ 05″ N, 0° 31′ 26″ E / 41.3347523983138°N,0.523792389404483°E |           |                     | Modifica les dades a Wikidata |
|        | era de Cal Feliu               | Maials   | cabana       |         | 41° 21′ 38″ N, 0° 28′ 33″ E / 41.3606726436562°N,0.475697468468139°E |           |                     | Modifica les dades a Wikidata |
|        | era del Llop                   | Maials   | cabana       |         | 41° 23′ 10″ N, 0° 31′ 01″ E / 41.3861228773971°N,0.516963924843886°E |           |                     | Modifica les dades a Wikidata |

## casa
| imatge | Nom                                       | Ubicat a | instància de | Detalls                                  | coordenades                                                                                  | Protecció                                  | Commons (més fotos) | Dades a WD                    |
| ------ | ----------------------------------------- | -------- | ------------ | ---------------------------------------- | -------------------------------------------------------------------------------------------- | ------------------------------------------ | ------------------- | ----------------------------- |
|        | Ca l'Aragonès                             | Maials   | casa         | Estil: arquitectura popular              | 41° 21′ 53″ N, 0° 30′ 11″ E / 41.36482°N,0.50309°E                                           | bé integrant del patrimoni cultural català |                     | Modifica les dades a Wikidata |
|        | Ca la Viuda                               | Maials   | casa         | Estil: arquitectura popular              | 41° 21′ 52″ N, 0° 30′ 10″ E / 41.364342°N,0.502709°E                                         | bé integrant del patrimoni cultural català |                     | Modifica les dades a Wikidata |
|        | Cal Gabrielet                             | Maials   | casa         | Estil: arquitectura popular              | 41° 21′ 53″ N, 0° 30′ 14″ E / 41.364696°N,0.503785°E                                         | bé integrant del patrimoni cultural català |                     | Modifica les dades a Wikidata |
|        | Cal Marc                                  | Maials   | casa         | Estil: arquitectura popular              | 41° 21′ 53″ N, 0° 30′ 15″ E / 41.364832°N,0.504217°E                                         | bé integrant del patrimoni cultural català |                     | Modifica les dades a Wikidata |
|        | Cal Peret de l'Isidret                    | Maials   | casa         | Estil: arquitectura popular              | 41° 21′ 52″ N, 0° 30′ 11″ E / 41.364404°N,0.503109°E                                         | bé integrant del patrimoni cultural català |                     | Modifica les dades a Wikidata |
|        | Casa Belo                                 | Maials   | casa         | Estil: arquitectura popular              | 41° 21′ 53″ N, 0° 30′ 13″ E / 41.364722222222°N,0.50361111111111°E ca:Carrer Major 18        | bé integrant del patrimoni cultural català |                     | Modifica les dades a Wikidata |
|        | Casa Escaleta I                           | Maials   | casa         | Estil: arquitectura popular              | 41° 21′ 52″ N, 0° 30′ 13″ E / 41.364324°N,0.503658°E                                         | bé integrant del patrimoni cultural català |                     | Modifica les dades a Wikidata |
|        | Casa Escaleta II                          | Maials   | casa         | Estil: arquitectura popular              | 41° 21′ 52″ N, 0° 30′ 11″ E / 41.364444444444°N,0.50305555555556°E ca:Carrer del Vall, 23-25 | bé integrant del patrimoni cultural català |                     | Modifica les dades a Wikidata |
|        | Casa Rita                                 | Maials   | casa         | Estil: arquitectura popular              | 41° 21′ 53″ N, 0° 30′ 13″ E / 41.364776°N,0.503713°E                                         | bé integrant del patrimoni cultural català |                     | Modifica les dades a Wikidata |
|        | Casa Segura                               | Maials   | casa         | Estil: arquitectura popular              | 41° 21′ 53″ N, 0° 30′ 18″ E / 41.364602°N,0.505085°E ca:c/ de la Barceloneta, 1              | bé integrant del patrimoni cultural català |                     | Modifica les dades a Wikidata |
|        | Casa Segura Alta                          | Maials   | casa         | Estil: arquitectura popular              | ca:C. de la Barceloneta, 13                                                                  |                                            |                     | Modifica les dades a Wikidata |
|        | Casa Sila del carrer Major                | Maials   | casa         | Estil: arquitectura popular              | 41° 21′ 53″ N, 0° 30′ 14″ E / 41.364721°N,0.503942°E                                         | bé integrant del patrimoni cultural català |                     | Modifica les dades a Wikidata |
|        | Casa Sila del carrer Vilaclosa            | Maials   | casa         | Estil: arquitectura popular 16th century | 41° 21′ 54″ N, 0° 30′ 10″ E / 41.365°N,0.50277777777778°E ca:Carrer Vilaclosa, 9             | bé integrant del patrimoni cultural català |                     | Modifica les dades a Wikidata |
|        | Casal familiar al carrer Barceloneta, 13  | Maials   | casa         | Estil: arquitectura popular              | 41° 21′ 52″ N, 0° 30′ 20″ E / 41.364472°N,0.505541°E                                         | bé integrant del patrimoni cultural català |                     | Modifica les dades a Wikidata |
|        | Casal familiar al carrer Sant Sebastià, 1 | Maials   | casa         | Estil: arquitectura popular              | 41° 21′ 52″ N, 0° 30′ 14″ E / 41.364375°N,0.503878°E                                         | bé integrant del patrimoni cultural català |                     | Modifica les dades a Wikidata |
|        | Casal familiar al carrer Vilaclosa, 7     | Maials   | casa         | Estil: arquitectura popular              | 41° 21′ 55″ N, 0° 30′ 10″ E / 41.36518°N,0.50274°E                                           | bé integrant del patrimoni cultural català |                     | Modifica les dades a Wikidata |
|        | Façana al carrer del Vall, 38             | Maials   | casa         | Estil: arquitectura popular              | 41° 21′ 52″ N, 0° 30′ 08″ E / 41.364413°N,0.502103°E                                         | bé integrant del patrimoni cultural català |                     | Modifica les dades a Wikidata |

## cova
| imatge | Nom                 | Ubicat a | instància de | Detalls | coordenades                                                          | Protecció | Commons (més fotos) | Dades a WD                    |
| ------ | ------------------- | -------- | ------------ | ------- | -------------------------------------------------------------------- | --------- | ------------------- | ----------------------------- |
|        | Coveta de la Palma  | Maials   | cova         |         | 41° 18′ 20″ N, 0° 31′ 37″ E / 41.3056680824808°N,0.527055624118399°E |           |                     | Modifica les dades a Wikidata |
|        | cova del Pere Cinto | Maials   | cova         |         | 41° 18′ 42″ N, 0° 30′ 49″ E / 41.311628295274°N,0.513582835441506°E  |           |                     | Modifica les dades a Wikidata |

## església
| imatge | Nom                                     | Ubicat a | instància de | Detalls                                                 | coordenades                                                                     | Protecció                                  | Commons (més fotos)               | Dades a WD                    |
| ------ | --------------------------------------- | -------- | ------------ | ------------------------------------------------------- | ------------------------------------------------------------------------------- | ------------------------------------------ | --------------------------------- | ----------------------------- |
|        | Nostra Senyora de l'Assumpció de Maials | Maials   | església     | Estil: arquitectura barroca                             | 41° 21′ 52″ N, 0° 30′ 16″ E / 41.3645°N,0.504443°E                              | bé cultural d'interès local                | Església de l'Assumpció de Maials | Modifica les dades a Wikidata |
|        | Sant Sebastià de Maials                 | Maials   | església     | Estil: arquitectura popular                             | 41° 22′ 18″ N, 0° 30′ 33″ E / 41.371659°N,0.509287°E                            | bé integrant del patrimoni cultural català |                                   | Modifica les dades a Wikidata |
|        | Santa Maria de Maials                   | Maials   | església     | Estil: arquitectura romànica 13rd century Estat: ruïnós | 41° 21′ 54″ N, 0° 30′ 10″ E / 41.365012°N,0.50282°E ca:C. Vilaclosa, 1 388 msnm | bé cultural d'interès local                | Santa Maria de Maials             | Modifica les dades a Wikidata |
|        | l'església antiga                       | Maials   | església     | Estil: arquitectura gòtica                              | 41° 21′ 55″ N, 0° 30′ 10″ E / 41.365378°N,0.502806°E                            | bé integrant del patrimoni cultural català |                                   | Modifica les dades a Wikidata |

## granja
| imatge | Nom                               | Ubicat a | instància de | Detalls | coordenades                                                          | Protecció | Commons (més fotos) | Dades a WD                    |
| ------ | --------------------------------- | -------- | ------------ | ------- | -------------------------------------------------------------------- | --------- | ------------------- | ----------------------------- |
|        | Granges de Sebastià del Roig      | Maials   | granja       |         | 41° 19′ 45″ N, 0° 31′ 11″ E / 41.3291324379927°N,0.519620192400051°E |           |                     | Modifica les dades a Wikidata |
|        | Granja d'Emílio                   | Maials   | granja       |         | 41° 21′ 41″ N, 0° 30′ 52″ E / 41.3614646317502°N,0.514542809861316°E |           |                     | Modifica les dades a Wikidata |
|        | Granja de Cinta                   | Maials   | granja       |         | 41° 21′ 46″ N, 0° 30′ 08″ E / 41.3628922671561°N,0.50228264903883°E  |           |                     | Modifica les dades a Wikidata |
|        | Granja de Júlio                   | Maials   | granja       |         | 41° 21′ 50″ N, 0° 30′ 57″ E / 41.3639896631346°N,0.515941041750634°E |           |                     | Modifica les dades a Wikidata |
|        | Granja de Marcel·lina             | Maials   | granja       |         | 41° 21′ 42″ N, 0° 30′ 06″ E / 41.361699376473°N,0.501682745213604°E  |           |                     | Modifica les dades a Wikidata |
|        | Granja de Peret de Miró           | Maials   | granja       |         | 41° 21′ 51″ N, 0° 29′ 57″ E / 41.3641116463925°N,0.499127699475991°E |           |                     | Modifica les dades a Wikidata |
|        | Granja de l'Arissa                | Maials   | granja       |         | 41° 21′ 47″ N, 0° 30′ 34″ E / 41.3631919340249°N,0.509456022925019°E |           |                     | Modifica les dades a Wikidata |
|        | Granja de l'Ermengol              | Maials   | granja       |         | 41° 21′ 39″ N, 0° 30′ 00″ E / 41.3608970789441°N,0.499992017101526°E |           |                     | Modifica les dades a Wikidata |
|        | Granja del Batista Gaetano        | Maials   | granja       |         | 41° 21′ 42″ N, 0° 29′ 56″ E / 41.3615867114844°N,0.498985338142138°E |           |                     | Modifica les dades a Wikidata |
|        | Granja del Cisco de Bernarda      | Maials   | granja       |         | 41° 22′ 06″ N, 0° 29′ 25″ E / 41.3683653891872°N,0.49015332966769°E  |           |                     | Modifica les dades a Wikidata |
|        | Granja del Cotarro                | Maials   | granja       |         | 41° 22′ 00″ N, 0° 29′ 18″ E / 41.3667480562385°N,0.48826678522714°E  |           |                     | Modifica les dades a Wikidata |
|        | Granja del Joanet de Marquet      | Maials   | granja       |         | 41° 21′ 28″ N, 0° 29′ 34″ E / 41.3577762264295°N,0.492747975068255°E |           |                     | Modifica les dades a Wikidata |
|        | Granja del Mangà                  | Maials   | granja       |         | 41° 21′ 52″ N, 0° 29′ 44″ E / 41.3644838805069°N,0.495538882798685°E |           |                     | Modifica les dades a Wikidata |
|        | Granja del Manolo de Jesús        | Maials   | granja       |         | 41° 21′ 40″ N, 0° 29′ 20″ E / 41.3611436363609°N,0.488984509496774°E |           |                     | Modifica les dades a Wikidata |
|        | Granja del Marcel de Serafina     | Maials   | granja       |         | 41° 22′ 01″ N, 0° 29′ 33″ E / 41.3669843153848°N,0.49248993543958°E  |           |                     | Modifica les dades a Wikidata |
|        | Granja del Miquel                 | Maials   | granja       |         | 41° 21′ 34″ N, 0° 30′ 31″ E / 41.3594977768852°N,0.508556940273082°E |           |                     | Modifica les dades a Wikidata |
|        | Granja del Miquel de l'Encantador | Maials   | granja       |         | 41° 21′ 26″ N, 0° 29′ 14″ E / 41.3571322950564°N,0.487178380822791°E |           |                     | Modifica les dades a Wikidata |
|        | Granja del Miró                   | Maials   | granja       |         | 41° 21′ 59″ N, 0° 31′ 36″ E / 41.3665084535103°N,0.526664854226992°E |           |                     | Modifica les dades a Wikidata |
|        | Granja del Telegrafista           | Maials   | granja       |         | 41° 21′ 44″ N, 0° 30′ 25″ E / 41.3621186144191°N,0.506890865439509°E |           |                     | Modifica les dades a Wikidata |

## masia
| imatge | Nom                            | Ubicat a | instància de | Detalls | coordenades                                                          | Protecció | Commons (més fotos) | Dades a WD                    |
| ------ | ------------------------------ | -------- | ------------ | ------- | -------------------------------------------------------------------- | --------- | ------------------- | ----------------------------- |
|        | Mas d'Alfonso de l'Obra        | Maials   | masia        |         | 41° 18′ 53″ N, 0° 31′ 41″ E / 41.3147239291047°N,0.528086970601767°E |           |                     | Modifica les dades a Wikidata |
|        | Mas d'Alfonso de l'Obra        | Maials   | masia        |         | 41° 19′ 14″ N, 0° 32′ 41″ E / 41.3206797132956°N,0.544599621803459°E |           |                     | Modifica les dades a Wikidata |
|        | Mas d'Asbelda                  | Maials   | masia        |         | 41° 23′ 00″ N, 0° 29′ 07″ E / 41.3833907536606°N,0.485318081154722°E |           |                     | Modifica les dades a Wikidata |
|        | Mas d'Auberica                 | Maials   | masia        |         | 41° 19′ 01″ N, 0° 29′ 47″ E / 41.3169473956096°N,0.496380942968731°E |           |                     | Modifica les dades a Wikidata |
|        | Mas d'Aurèlia Mateu del Gustós | Maials   | masia        |         | 41° 20′ 03″ N, 0° 28′ 22″ E / 41.3341541653257°N,0.47268324503462°E  |           |                     | Modifica les dades a Wikidata |
|        | Mas d'Escaleta                 | Maials   | masia        |         | 41° 23′ 14″ N, 0° 29′ 07″ E / 41.3871448799945°N,0.485245101188201°E |           |                     | Modifica les dades a Wikidata |
|        | Mas d'Estanquer                | Maials   | masia        |         | 41° 21′ 47″ N, 0° 28′ 52″ E / 41.3630219661263°N,0.480974303271226°E |           |                     | Modifica les dades a Wikidata |
|        | Mas d'en Peret de Miró         | Maials   | masia        |         | 41° 20′ 11″ N, 0° 28′ 28″ E / 41.3364339762615°N,0.474375594665479°E |           |                     | Modifica les dades a Wikidata |
|        | Mas de Cal Feliu               | Maials   | masia        |         | 41° 21′ 39″ N, 0° 28′ 38″ E / 41.3609242596089°N,0.477313531975463°E |           |                     | Modifica les dades a Wikidata |
|        | Mas de Carlos                  | Maials   | masia        |         | 41° 19′ 16″ N, 0° 28′ 54″ E / 41.3210051516713°N,0.481745719159048°E |           |                     | Modifica les dades a Wikidata |
|        | Mas de Cassol                  | Maials   | masia        |         | 41° 18′ 43″ N, 0° 31′ 09″ E / 41.3118849111001°N,0.519211318385581°E |           |                     | Modifica les dades a Wikidata |
|        | Mas de Colàs                   | Maials   | masia        |         | 41° 20′ 49″ N, 0° 28′ 19″ E / 41.3468754924902°N,0.472047647833458°E |           |                     | Modifica les dades a Wikidata |
|        | Mas de Corrony                 | Maials   | masia        |         | 41° 20′ 30″ N, 0° 32′ 24″ E / 41.3415669774795°N,0.540002416302799°E |           |                     | Modifica les dades a Wikidata |
|        | Mas de Font de Lute            | Maials   | masia        |         | 41° 20′ 24″ N, 0° 32′ 52″ E / 41.340005843048°N,0.547876892325448°E  |           |                     | Modifica les dades a Wikidata |
|        | Mas de Francisco Xipet         | Maials   | masia        |         | 41° 19′ 18″ N, 0° 31′ 58″ E / 41.3215677223425°N,0.532642944613467°E |           |                     | Modifica les dades a Wikidata |
|        | Mas de Fuster                  | Maials   | masia        |         | 41° 19′ 00″ N, 0° 30′ 35″ E / 41.3166320486504°N,0.509653383224761°E |           |                     | Modifica les dades a Wikidata |
|        | Mas de Gabrielet               | Maials   | masia        |         | 41° 22′ 30″ N, 0° 30′ 03″ E / 41.37498548228°N,0.50089618257397°E    |           |                     | Modifica les dades a Wikidata |
|        | Mas de Jepet                   | Maials   | masia        |         | 41° 20′ 38″ N, 0° 28′ 46″ E / 41.343893885756°N,0.47937890185231°E   |           |                     | Modifica les dades a Wikidata |
|        | Mas de Jepet                   | Maials   | masia        |         | 41° 18′ 52″ N, 0° 32′ 12″ E / 41.314512582504°N,0.53665698391872°E   |           |                     | Modifica les dades a Wikidata |
|        | Mas de Joan                    | Maials   | masia        |         | 41° 23′ 09″ N, 0° 29′ 57″ E / 41.385758265625°N,0.49928758683447°E   |           |                     | Modifica les dades a Wikidata |
|        | Mas de Joan de Perera          | Maials   | masia        |         | 41° 21′ 51″ N, 0° 28′ 37″ E / 41.3641699879938°N,0.477056595307936°E |           |                     | Modifica les dades a Wikidata |
|        | Mas de Joanet de Tian          | Maials   | masia        |         | 41° 18′ 31″ N, 0° 29′ 52″ E / 41.3085213573989°N,0.497814373674188°E |           |                     | Modifica les dades a Wikidata |
|        | Mas de Josep de Sales          | Maials   | masia        |         | 41° 23′ 11″ N, 0° 28′ 58″ E / 41.3862710775973°N,0.482767397038502°E |           |                     | Modifica les dades a Wikidata |
|        | Mas de Juanito la Calç         | Maials   | masia        |         | 41° 20′ 27″ N, 0° 28′ 03″ E / 41.340931937069°N,0.46754261527465°E   |           |                     | Modifica les dades a Wikidata |
|        | Mas de Mancebo                 | Maials   | masia        |         | 41° 20′ 30″ N, 0° 31′ 27″ E / 41.3416152447256°N,0.524201530804275°E |           |                     | Modifica les dades a Wikidata |
|        | Mas de Marc                    | Maials   | masia        |         | 41° 22′ 41″ N, 0° 30′ 42″ E / 41.377918349993°N,0.51154549992798°E   |           |                     | Modifica les dades a Wikidata |
|        | Mas de Marquet                 | Maials   | masia        |         | 41° 22′ 47″ N, 0° 29′ 26″ E / 41.3796493362809°N,0.490508493509966°E |           |                     | Modifica les dades a Wikidata |
|        | Mas de Mateu de Ruer           | Maials   | masia        |         | 41° 18′ 33″ N, 0° 30′ 21″ E / 41.3091655541797°N,0.505912265791157°E |           |                     | Modifica les dades a Wikidata |
|        | Mas de Mercedes Font           | Maials   | masia        |         | 41° 20′ 05″ N, 0° 28′ 06″ E / 41.3348504980314°N,0.468306668523168°E |           |                     | Modifica les dades a Wikidata |
|        | Mas de Moià                    | Maials   | masia        |         | 41° 21′ 08″ N, 0° 31′ 45″ E / 41.35218144118°N,0.52926025408724°E    |           |                     | Modifica les dades a Wikidata |
|        | Mas de Morera                  | Maials   | masia        |         | 41° 22′ 46″ N, 0° 28′ 27″ E / 41.3793248887129°N,0.474043206179801°E |           |                     | Modifica les dades a Wikidata |
|        | Mas de Mosseta                 | Maials   | masia        |         | 41° 19′ 31″ N, 0° 30′ 11″ E / 41.3253172106912°N,0.503133526987471°E |           |                     | Modifica les dades a Wikidata |
|        | Mas de Mílio Segura            | Maials   | masia        |         | 41° 18′ 44″ N, 0° 31′ 46″ E / 41.3122562373405°N,0.529350907185109°E |           |                     | Modifica les dades a Wikidata |
|        | Mas de Noguers                 | Maials   | masia        |         | 41° 18′ 05″ N, 0° 31′ 01″ E / 41.301477409743°N,0.51684406350191°E   |           |                     | Modifica les dades a Wikidata |
|        | Mas de Paciència               | Maials   | masia        |         | 41° 19′ 10″ N, 0° 32′ 08″ E / 41.3193245281167°N,0.53555899297374°E  |           |                     | Modifica les dades a Wikidata |
|        | Mas de Paquelo                 | Maials   | masia        |         | 41° 19′ 54″ N, 0° 30′ 51″ E / 41.3315614407423°N,0.514067300423338°E |           |                     | Modifica les dades a Wikidata |
|        | Mas de Perereta                | Maials   | masia        |         | 41° 21′ 16″ N, 0° 31′ 23″ E / 41.3544811061565°N,0.523151990540229°E |           |                     | Modifica les dades a Wikidata |
|        | Mas de Peret de Prats          | Maials   | masia        |         | 41° 19′ 18″ N, 0° 28′ 59″ E / 41.3216203937154°N,0.483107890794778°E |           |                     | Modifica les dades a Wikidata |
|        | Mas de Pereta                  | Maials   | masia        |         | 41° 19′ 30″ N, 0° 31′ 31″ E / 41.3251365044572°N,0.525196151284579°E |           |                     | Modifica les dades a Wikidata |
|        | Mas de Petxu                   | Maials   | masia        |         | 41° 20′ 13″ N, 0° 28′ 25″ E / 41.3368375224199°N,0.473475700356471°E |           |                     | Modifica les dades a Wikidata |
|        | Mas de Quer                    | Maials   | masia        |         | 41° 18′ 54″ N, 0° 29′ 20″ E / 41.315098313124°N,0.488818258549399°E  |           |                     | Modifica les dades a Wikidata |
|        | Mas de Ramon d'Escaleta        | Maials   | masia        |         | 41° 22′ 45″ N, 0° 28′ 33″ E / 41.3792088971092°N,0.475733734331238°E |           |                     | Modifica les dades a Wikidata |
|        | Mas de Rogallós                | Maials   | masia        |         | 41° 19′ 42″ N, 0° 28′ 47″ E / 41.3282217478516°N,0.479794914545587°E |           |                     | Modifica les dades a Wikidata |
|        | Mas de Ruer                    | Maials   | masia        |         | 41° 18′ 17″ N, 0° 29′ 59″ E / 41.3048338506213°N,0.499711217378476°E |           |                     | Modifica les dades a Wikidata |
|        | Mas de Serrano                 | Maials   | masia        |         | 41° 19′ 28″ N, 0° 28′ 41″ E / 41.3243656215116°N,0.478091702749044°E |           |                     | Modifica les dades a Wikidata |
|        | Mas de Soberano                | Maials   | masia        |         | 41° 18′ 42″ N, 0° 29′ 29″ E / 41.3116680108214°N,0.49135099841843°E  |           |                     | Modifica les dades a Wikidata |
|        | Mas de Tomaset                 | Maials   | masia        |         | 41° 20′ 11″ N, 0° 28′ 39″ E / 41.3363771600515°N,0.477532553411582°E |           |                     | Modifica les dades a Wikidata |
|        | Mas de Velo                    | Maials   | masia        |         | 41° 18′ 29″ N, 0° 29′ 29″ E / 41.308132968313°N,0.49150772447128°E   |           |                     | Modifica les dades a Wikidata |
|        | Mas de Xoriguera               | Maials   | masia        |         | 41° 19′ 32″ N, 0° 30′ 16″ E / 41.325427994772°N,0.504503302145715°E  |           |                     | Modifica les dades a Wikidata |
|        | Mas de Xuriguera               | Maials   | masia        |         | 41° 23′ 07″ N, 0° 30′ 14″ E / 41.3854°N,0.503997°E                   |           |                     | Modifica les dades a Wikidata |
|        | Mas de l'Argelaguer            | Maials   | masia        |         | 41° 19′ 11″ N, 0° 31′ 20″ E / 41.319604500838°N,0.52212906061331°E   |           |                     | Modifica les dades a Wikidata |
|        | Mas de l'Escorial              | Maials   | masia        |         | 41° 19′ 53″ N, 0° 30′ 15″ E / 41.3315000977895°N,0.504163909445952°E |           |                     | Modifica les dades a Wikidata |
|        | Mas de l'Estrebada             | Maials   | masia        |         | 41° 19′ 56″ N, 0° 32′ 16″ E / 41.3323522102976°N,0.537851934978178°E |           |                     | Modifica les dades a Wikidata |
|        | Mas de l'Inbau                 | Maials   | masia        |         | 41° 21′ 54″ N, 0° 29′ 12″ E / 41.3648875986821°N,0.486796168428406°E |           |                     | Modifica les dades a Wikidata |
|        | Mas de la Cila                 | Maials   | masia        |         | 41° 22′ 29″ N, 0° 28′ 09″ E / 41.3746619358576°N,0.469237706469714°E |           |                     | Modifica les dades a Wikidata |
|        | Mas de la Cinta                | Maials   | masia        |         | 41° 21′ 03″ N, 0° 28′ 15″ E / 41.350909449707°N,0.47074145378051°E   |           |                     | Modifica les dades a Wikidata |
|        | Mas de la Fatarella            | Maials   | masia        |         | 41° 19′ 38″ N, 0° 32′ 48″ E / 41.3273084893733°N,0.54670443563337°E  |           |                     | Modifica les dades a Wikidata |
|        | Mas de la Rosa de la Bassa     | Maials   | masia        |         | 41° 21′ 46″ N, 0° 29′ 30″ E / 41.362718023642°N,0.49179307954692°E   |           |                     | Modifica les dades a Wikidata |
|        | Mas de la Socarrada Roig       | Maials   | masia        |         | 41° 19′ 46″ N, 0° 31′ 14″ E / 41.329477892822°N,0.52055990966941°E   |           |                     | Modifica les dades a Wikidata |
|        | Mas de la Sària de Tomaset     | Maials   | masia        |         | 41° 20′ 12″ N, 0° 28′ 38″ E / 41.33664242871°N,0.47726871148226°E    |           |                     | Modifica les dades a Wikidata |
|        | Mas de la Vídua de l'Alfredo   | Maials   | masia        |         | 41° 20′ 20″ N, 0° 32′ 31″ E / 41.3390139550009°N,0.541915007381454°E |           |                     | Modifica les dades a Wikidata |
|        | Mas del Bep                    | Maials   | masia        |         | 41° 20′ 06″ N, 0° 32′ 16″ E / 41.3351155316097°N,0.537771717244863°E |           |                     | Modifica les dades a Wikidata |
|        | Mas del Cabaler                | Maials   | masia        |         | 41° 22′ 39″ N, 0° 29′ 15″ E / 41.3774577520336°N,0.48748386288516°E  |           |                     | Modifica les dades a Wikidata |
|        | Mas del Cadiraire              | Maials   | masia        |         | 41° 19′ 29″ N, 0° 29′ 38″ E / 41.3248360025527°N,0.493844593959808°E |           |                     | Modifica les dades a Wikidata |
|        | Mas del Clot d'Adar            | Maials   | masia        |         | 41° 22′ 20″ N, 0° 29′ 43″ E / 41.3721891383151°N,0.495338845814067°E |           |                     | Modifica les dades a Wikidata |
|        | Mas del Josep de Xurriguera    | Maials   | masia        |         | 41° 21′ 42″ N, 0° 29′ 03″ E / 41.361587378969°N,0.484149781378898°E  |           |                     | Modifica les dades a Wikidata |
|        | Mas del Josep del Ros          | Maials   | masia        |         | 41° 20′ 37″ N, 0° 28′ 56″ E / 41.3435946596889°N,0.482201659366376°E |           |                     | Modifica les dades a Wikidata |
|        | Mas del Mateu                  | Maials   | masia        |         | 41° 20′ 44″ N, 0° 30′ 14″ E / 41.345420807003°N,0.504002579547585°E  |           |                     | Modifica les dades a Wikidata |
|        | Mas del Moro                   | Maials   | masia        |         | 41° 20′ 03″ N, 0° 31′ 20″ E / 41.3342335270686°N,0.522282512702225°E |           |                     | Modifica les dades a Wikidata |
|        | Mas del Pagès                  | Maials   | masia        |         | 41° 21′ 20″ N, 0° 29′ 12″ E / 41.3555621588845°N,0.48662918343129°E  |           |                     | Modifica les dades a Wikidata |
|        | Mas del Pastoret               | Maials   | masia        |         | 41° 19′ 11″ N, 0° 31′ 03″ E / 41.3196394163923°N,0.517531269009509°E |           |                     | Modifica les dades a Wikidata |
|        | Mas del Pla del Cirerer        | Maials   | masia        |         | 41° 19′ 26″ N, 0° 32′ 45″ E / 41.3238485437063°N,0.545794842224077°E |           |                     | Modifica les dades a Wikidata |
|        | Mas del Polo                   | Maials   | masia        |         | 41° 23′ 04″ N, 0° 29′ 39″ E / 41.3843240187364°N,0.494239145002667°E |           |                     | Modifica les dades a Wikidata |
|        | Mas del Ramon de la Coixa      | Maials   | masia        |         | 41° 20′ 24″ N, 0° 32′ 16″ E / 41.3399101005229°N,0.537913699025993°E |           |                     | Modifica les dades a Wikidata |
|        | Mas del Rogallós               | Maials   | masia        |         | 41° 19′ 27″ N, 0° 29′ 04″ E / 41.3240343826355°N,0.484353079060942°E |           |                     | Modifica les dades a Wikidata |
|        | Mas del Sastre                 | Maials   | masia        |         | 41° 18′ 50″ N, 0° 30′ 37″ E / 41.3139253937731°N,0.510270132101207°E |           |                     | Modifica les dades a Wikidata |
|        | Mas del Serrano                | Maials   | masia        |         | 41° 21′ 41″ N, 0° 29′ 04″ E / 41.3612972058032°N,0.484471779369352°E |           |                     | Modifica les dades a Wikidata |
|        | Mas del Teixidor               | Maials   | masia        |         | 41° 21′ 07″ N, 0° 32′ 19″ E / 41.3518790953675°N,0.538717554947741°E |           |                     | Modifica les dades a Wikidata |
|        | Mas dels Sas                   | Maials   | masia        |         | 41° 20′ 02″ N, 0° 28′ 10″ E / 41.33389405077°N,0.469455018531628°E   |           |                     | Modifica les dades a Wikidata |
|        | Maset de Maldà                 | Maials   | masia        |         | 41° 22′ 09″ N, 0° 29′ 50″ E / 41.3690481077756°N,0.497097346273773°E |           |                     | Modifica les dades a Wikidata |
|        | Maset de Ramonet de Pauet      | Maials   | masia        |         | 41° 19′ 16″ N, 0° 29′ 20″ E / 41.3211368110955°N,0.489004471636202°E |           |                     | Modifica les dades a Wikidata |
|        | Maset del Coix de Bep          | Maials   | masia        |         | 41° 22′ 12″ N, 0° 29′ 45″ E / 41.3698669730738°N,0.49582251611957°E  |           |                     | Modifica les dades a Wikidata |
|        | Maset del Petito               | Maials   | masia        |         | 41° 20′ 30″ N, 0° 32′ 45″ E / 41.341589916907°N,0.545714078550605°E  |           |                     | Modifica les dades a Wikidata |
|        | Maset del Ramon del Bep        | Maials   | masia        |         | 41° 21′ 56″ N, 0° 29′ 14″ E / 41.3656266956457°N,0.487233965210249°E |           |                     | Modifica les dades a Wikidata |
|        | Maset del Ramon del Coixo      | Maials   | masia        |         | 41° 21′ 57″ N, 0° 29′ 18″ E / 41.3657560800818°N,0.488209315475535°E |           |                     | Modifica les dades a Wikidata |
|        | la Carrasca de Gabrielet       | Maials   | masia        |         | 41° 21′ 14″ N, 0° 28′ 58″ E / 41.3538813153045°N,0.482665692954282°E |           |                     | Modifica les dades a Wikidata |
|        | los Corrals                    | Maials   | masia        |         | 41° 21′ 56″ N, 0° 30′ 15″ E / 41.3655810486564°N,0.504164334742545°E |           |                     | Modifica les dades a Wikidata |

## molí d'aigua
| imatge | Nom                       | Ubicat a | instància de | Detalls                     | coordenades | Protecció                                  | Commons (més fotos) | Dades a WD                    |
| ------ | ------------------------- | -------- | ------------ | --------------------------- | ----------- | ------------------------------------------ | ------------------- | ----------------------------- |
|        | Molí d'oli d'Escaleta     | Maials   | molí d'aigua | Estil: arquitectura popular |             | bé integrant del patrimoni cultural català |                     | Modifica les dades a Wikidata |
|        | Molí d'oli de Camporers   | Maials   | molí d'aigua |                             |             | bé integrant del patrimoni cultural català |                     | Modifica les dades a Wikidata |
|        | Molí de les Alzinetes     | Maials   | molí d'aigua | Estil: arquitectura popular |             | bé integrant del patrimoni cultural català |                     | Modifica les dades a Wikidata |
|        | Molí fariner de la Devesa | Maials   | molí d'aigua | Estil: arquitectura popular |             | bé integrant del patrimoni cultural català |                     | Modifica les dades a Wikidata |

## muntanya
| imatge | Nom                    | Ubicat a    | instància de | Detalls | coordenades                                                         | Protecció | Commons (més fotos) | Dades a WD                    |
| ------ | ---------------------- | ----------- | ------------ | ------- | ------------------------------------------------------------------- | --------- | ------------------- | ----------------------------- |
|        | Punta Carreteret       | Maials      | muntanya     |         | 41° 21′ 24″ N, 0° 30′ 40″ E / 41.35669167°N,0.51100278°E 388.9 msnm |           |                     | Modifica les dades a Wikidata |
|        | Punta de Nulles        | Maials      | muntanya     |         | 41° 22′ 17″ N, 0° 31′ 05″ E / 41.37139444°N,0.51818472°E 363.7 msnm |           |                     | Modifica les dades a Wikidata |
|        | Punta de Riba-roja     | Maials      | muntanya     |         | 41° 22′ 07″ N, 0° 31′ 18″ E / 41.36851583°N,0.52164722°E 401.1 msnm |           |                     | Modifica les dades a Wikidata |
|        | Punta de la Socarrada  | Maials      | muntanya     |         | 41° 20′ 28″ N, 0° 31′ 48″ E / 41.34101111°N,0.53003056°E 397.9 msnm |           |                     | Modifica les dades a Wikidata |
|        | Punta del Calà         | Maials      | muntanya     |         | 41° 19′ 25″ N, 0° 29′ 18″ E / 41.3237°N,0.488281°E 389.7 msnm       |           |                     | Modifica les dades a Wikidata |
|        | Punta del Cigró        | Maials Flix | muntanya     |         | 41° 17′ 25″ N, 0° 31′ 34″ E / 41.29019167°N,0.52623056°E 288.6 msnm |           |                     | Modifica les dades a Wikidata |
|        | Punta del Pou          | Maials      | muntanya     |         | 41° 18′ 21″ N, 0° 30′ 26″ E / 41.30577778°N,0.50724444°E 309.3 msnm |           |                     | Modifica les dades a Wikidata |
|        | Punta dels Ginebres    | Maials Flix | muntanya     |         | 41° 17′ 33″ N, 0° 31′ 12″ E / 41.2924°N,0.520106°E 292.6 msnm       |           |                     | Modifica les dades a Wikidata |
|        | Tossal de la Servereta | Maials      | muntanya     |         | 41° 20′ 46″ N, 0° 28′ 19″ E / 41.34605°N,0.47192222°E 388.1 msnm    |           |                     | Modifica les dades a Wikidata |
|        | el Pla de la Sària     | Maials      | muntanya     |         | 41° 19′ 20″ N, 0° 29′ 30″ E / 41.3222°N,0.491711°E 386.7 msnm       |           |                     | Modifica les dades a Wikidata |

## serra
| imatge | Nom                      | Ubicat a    | instància de | Detalls | coordenades                                                         | Protecció | Commons (més fotos) | Dades a WD                    |
| ------ | ------------------------ | ----------- | ------------ | ------- | ------------------------------------------------------------------- | --------- | ------------------- | ----------------------------- |
|        | les Serres Tires         | Maials      | serra        |         | 41° 21′ 32″ N, 0° 31′ 13″ E / 41.35880833°N,0.52029444°E 401.3 msnm |           |                     | Modifica les dades a Wikidata |
|        | serra dels Masos de Flix | Flix Maials | serra        |         | 41° 18′ 40″ N, 0° 32′ 30″ E / 41.31121667°N,0.5418°E 320.7 msnm     |           |                     | Modifica les dades a Wikidata |

## vèrtex geodèsic
| imatge | Nom            | Ubicat a | instància de    | Detalls   | coordenades                                                       | Protecció | Commons (més fotos) | Dades a WD                    |
| ------ | -------------- | -------- | --------------- | --------- | ----------------------------------------------------------------- | --------- | ------------------- | ----------------------------- |
|        | Llano de Saria | Maials   | vèrtex geodèsic | Alt: 1.2m | 41° 19′ 20″ N, 0° 29′ 30″ E / 41.322151°N,0.491756°E 389.667 msnm |           |                     | Modifica les dades a Wikidata |
|        | Servereta      | Maials   | vèrtex geodèsic | Alt: 1.2m | 41° 20′ 46″ N, 0° 28′ 19″ E / 41.346042°N,0.471999°E 388.876 msnm |           |                     | Modifica les dades a Wikidata |

## Misc
| imatge | Nom                                  | Ubicat a | instància de                                   | Detalls                                  | coordenades                                                                        | Protecció                                  | Commons (més fotos) | Dades a WD                    |
| ------ | ------------------------------------ | -------- | ---------------------------------------------- | ---------------------------------------- | ---------------------------------------------------------------------------------- | ------------------------------------------ | ------------------- | ----------------------------- |
|        | Castell i vila closa de Maials       | Maials   | castell                                        |                                          | 41° 21′ 56″ N, 0° 30′ 10″ E / 41.3654861111°N,0.502852777778°E 395 msnm            |                                            |                     | Modifica les dades a Wikidata |
|        | Dipòsit d'aigua per als molins d'oli | Maials   | edifici                                        | Estil: arquitectura popular              |                                                                                    | bé cultural d'interès local                |                     | Modifica les dades a Wikidata |
|        | Forns de calçs de la Sària           | Maials   | forn de calç                                   | Estil: arquitectura popular              |                                                                                    | bé integrant del patrimoni cultural català |                     | Modifica les dades a Wikidata |
|        | Maials                               | Maials   | entitat singular de població capital municipal | 916 hab                                  | 41° 21′ 47″ N, 0° 30′ 27″ E / 41.36311747°N,0.50743759°E 372 msnm                  |                                            |                     | Modifica les dades a Wikidata |
|        | Molí de la Devesa                    | Maials   | molí Ús: trull                                 | Estil: arquitectura popular              |                                                                                    | bé integrant del patrimoni cultural català |                     | Modifica les dades a Wikidata |
|        | Polígon industrial Piver             | Maials   | polígon industrial                             |                                          | 41° 21′ 57″ N, 0° 30′ 44″ E / 41.3657171631029°N,0.512109387393234°E               |                                            |                     | Modifica les dades a Wikidata |
|        | Pontarró de Nofre                    | Maials   | pont                                           |                                          | 41° 20′ 37″ N, 0° 31′ 13″ E / 41.3437274627279°N,0.520237320293281°E               |                                            |                     | Modifica les dades a Wikidata |
|        | Porta del Tossalet                   | Maials   | porta de ciutat                                | Estil: arquitectura popular 16th century | 41° 21′ 53″ N, 0° 30′ 08″ E / 41.364633°N,0.50221°E ca:C. de la Palla, 12 388 msnm | bé integrant del patrimoni cultural català | Porta del Tossalet  | Modifica les dades a Wikidata |
|        | Teuleria de la Bassabona             | Maials   | teuleria                                       | Estil: arquitectura popular              |                                                                                    | bé integrant del patrimoni cultural català |                     | Modifica les dades a Wikidata |
|        | alzina de Gabrielet                  | Maials   | arbre singular                                 | Taxon: alzina (Quercus ilex)             | 41° 21′ 14″ N, 0° 28′ 52″ E / 41.353955°N,0.481085°E                               |                                            |                     | Modifica les dades a Wikidata |
|        | carrer de la Vilaclosa               | Maials   | carrer                                         | Estil: arquitectura popular              | 41° 21′ 54″ N, 0° 30′ 09″ E / 41.365127°N,0.502442°E                               | bé integrant del patrimoni cultural català |                     | Modifica les dades a Wikidata |
|        | casa consistorial de Maials          | Maials   | casa consistorial                              |                                          | 41° 21′ 53″ N, 0° 30′ 15″ E / 41.3648352°N,0.5041713°E                             |                                            |                     | Modifica les dades a Wikidata |